# Mindre åsjordfly

Mindre åsjordfly, Spaelotis suecica, är en fjärilsart som beskrevs av Christopher Aurivillius 1890. Mindre åsjordfly ingår i släktet Spaelotis och familjen nattflyn, Noctuidae. Arten förekommer på öppna sandmarker, sandåsar etc, i Norrland och i norra Svealand.  I Finland finns arten i lämpliga områden i alla provinser i södra hälften av landet. Världsutbredningen sträcker sig igenom den Eurasiska delen av Holarktiska regionen. Sedan 90-talet är det främst i  mer låglänta områden som den finns kvar. När arten visar migrationsrörelser kan den även hittas i södra delen av landet. Inga underarter finns listade i The Global Lepidoptera Names Index (LepIndex), Natural History Museum.a